# Plymouthbröderna i Danmark
Brødremenigheden, eller Plymouthbröderna som man ofta kallas av utomstående, är en gemenskap av fria församlingar i Danmark.
De danska brödraförsamlingarna har nära band till brödraförsamlingen i Färöarna, vars grundare, William G Sloan 1896 besökte Thomas English och Viggo Christensen i Köpenhamn. De båda sistnämnda fick vara med om att bilda en brödraförsamling som haft mötessalar på olika adresser i Köpenhamn, bl.a. på Thorsgade.
Senare kallades både församling och möteslokal för Berøa.
Därefter har man bytt namn ytterligare två gånger; först till Brønshøj kristne forsamling och slutligen till Skovlunde Frikirke.
Ytterligare två dansktalande församlingar finns, nämligen Måløv Frikirke och Glostrup Kristne Frikirke. Den sistnämnda håller sedan 1993 till på Østervej 12 i Glostrup, Köpenhamn.
På församlingarnas hemsidor (som helt saknar hänvisning till begrepp som "bröder" eller "brödraförsamling") säger man sig helt och fullt stå bakom den apostoliska trosbekännelsen och andra fornkyrkliga trosbekännelser. Att som de danska församlingarna kalla sig för "kyrka" och hänvisa till skrivna trosbekännelser, vid sidan av Bibeln, är annars ovanligt bland Plymouthbröderna i Norden.
Brödraförsamlingarna i Danmark har ett visst samarbete med rörelsen Kristent Fællesskab.

## Verksamhet för färingar
Sedan 1973 har en verksamhet för färingar i Köpenhamn, Kristnastova bedrivits på Amager.
I samma lokaler bildades 1989 en färöisktalande församling.
1984 byggdes mötessalen Malta i Hirtshals, ursprungligen avsedd för sjömansmission men idag centrum för en färöisktalande församling som samlas till gudstjänst varje vecka. Maltas föreståndare Levi Joensen reser regelbundet runt i Danmark och håller gudstjänster med färingar i förskingringen.